# El confident
El confident (títol original en francès: Le Doulos) és una pel·lícula francesa de Jean-Pierre Melville estrenada el 1962. Ha estat doblada al català.

## Argument[2]
Maurice Faugel ha portat malament la seva estada a la presó, durant la qual la seva dona ha estat morta. En venjança, mata l'encobridor Gilbert Varnove amb la seva pròpia arma, mentre aquest prepara joies robades. Aquest botí ha de ser enviat a Nuttheccio i a Armand, i l'arribada del qual provoca la fugida de Faugel, amb el revòlver i els diners. Per precaució, ho dissimula tot en un indret desert, al peu d'un reverber.
L'endemà, Silien, el seu millor amic, porta material a casa de Thérèse, la llogatera i amiga de Faugel, per fer un robatori. Silien és mal vist al medi, té la reputació de ser un «doulos», és a dir un indicador. Durant el robatori d'un hotel particular per Faugel i el seu còmplice Rémy, Silien torna a casa de Thérèse, i l'obliga a donar-li l'adreça on el «robatori» ha de tenir lloc, després l'amarra i l'emmordassa abans probablement de prevenir la policia. A l'arribada dels policies, Faugel i el seu còmplice fugen, hi ha intercanvi de trets, Rémy i l'inspector Salignari són morts, Faugel rep un tret i es desmaia.
Recuperat per un desconegut, que es queda en l'ombra però que és probablement Silien, Faugel es desperta en un llit sense saber que l'han salvat mentre un metge li retira la bala. Sentint-se acorralat, confia a la seva hostessa un dibuix que representa l'amagatall de les joies i que ha de donar a Jean, l'amic comú de Faugel i Silien. Durant aquest temps, Thérèse és assassinada, sent maquillat l'homicidi com a accident de cotxe. Faugel és detingut pel comissari principal Clain, amb l'ajuda de Silien, que ha aconseguit amenaçant-lo d'implicar-lo en un assumpte de droga. Faugel és interrogat pel comissari Clain que l'inculpa de l'homicidi de Gilbert Varnove. Es troba llavors a la presó convençut que ha estat denunciat per Silien i, sentint-se perdut, promet els milions que ha enterrat al seu camarada de cel·la a canvi de l'homicidi del confident.

## Comentari
«Doulos», en argot significa « barret », però designa també un indicador. La novel·la original era localitzada a Montmartre. Melville va ignorar aquesta dada per ampliar-la al conjunt de l'espai urbà. Si cadascuna de les seves pel·lícules és particular, aquesta es defineix com un homenatge a la pel·lícula negra americana que el realitzador admirava.
"Doulos" del grec XXX, que significa "esclau", esclau de la seva situació d'indicador, del seu desig de violència...

## Repartiment
- Jean-Paul Belmondo: Silien
- Serge Reggiani: Maurice Faugel
- Jean Desailly: el comissari Clain
- Fabienne Dali: Fabienne, la dona de Nutheccio
- Michel Piccoli: Nuttheccio
- René Lefèvre: Gilbert Varnove
- Marcel Cuvelier: el primer inspector
- Jack Léonard: el segon inspector
- Philippe March: Jean, un amic de Maurice
- Monique Hennessy: Thérèse Dalmain
- Philippe Nahon: Rémy, el complice de Maurice
- Jacques de Léon: Armand, l'amo del "Cottom Club"
- Carl Studer: Kern
- Paulette Breil: Anita
- Daniel Crohem: l'inspector Salignari
- Charles Bouillaud: Un barman del "Cottom Club"
- Dominique Zardi: Un guardaespatlles de Nutthecio
- Christian Lude: El doctor
- Robert Blome: Un criat
- Albert Daumergue: Un criat du "Cottom Club"
- Charles Bayard: el vell violentat
- Georges Sellier: Un barman

## Al voltant de la pel·lícula
Jean-Pierre Melville ja havia dirigit Jean-Paul Belmondo a Léon Morin